# ۷
۷ یا هَفت، یک عدد طبیعی است که در بین ۶ و ۸ قرار می‌گیرد. این عدد یک عدد اصلی است و در فرهنگ غربی اغلب خوش شانس محسوب می‌شود و معمولاً بسیار نمادین دیده می‌شود.
از میان اعداد، عدد هفت از دیرباز مورد توجه اقوام مختلف جهان بوده و از میترائیسم سرچشمه گرفته‌است. وجود برخی عوامل طبیعی مانند تعداد سیاره‌های مکشوف جهان باستان و همچنین رنگ‌های اصلی امثال آن مؤید رجحان و جنبه مابعد طبیعی آن گردید.در اسلام نیز عدد هفت مقدس بوده است مانند هفت آسمان.در ایران باستان نیز هفت اقلیم نمادی از اهورمزدا و شش امشاسپند بوده است.